# Елагина, Авдотья Петровна
Авдо́тья Петро́вна Ела́гина (урождённая Юшкова, по первому браку Киреевская; 11 [22] января 1789, село Петрищево, Белёвский уезд, Тульская губерния, Российская империя — 1 [13] июня 1877, Дерпт, Лифляндская губерния, Российская империя) — российская переводчица, хозяйка знаменитого общественно-литературного салона. Мать Ивана и Петра Киреевских.

## Биография
Родилась 11 (22) января 1789 года в селе Петрищево Белёвского уезда Тульской губернии в семье помещика Петра Николаевича Юшкова, занимавшего видное место в тульской губернской администрации. Её мать Варвара Афанасьевна Бунина (1769—1797) была сестрой по отцу и крёстной Василия Андреевича Жуковского, который стал первым учителем Авдотьи Петровны и на всю жизнь её другом. Учителем русского языка был, руководивший литературными вечерами в доме Юшковых, Феофилакт Гаврилович Покровский.
После ранней смерти матери (от чахотки), Авдотья Петровна вместе с сёстрами Анной, Екатериной и Марией воспитывались у их бабушки, Марии Григорьевны Буниной (урожд. Безобразова; 1729—1811) в селе Мишенском.
В 16 лет (13 января 1805 года) Авдотья Петровна была выдана замуж за Василия Ивановича Киреевского (1773—1812) Киреевский был образованным человеком: знал пять языков, собирал библиотеку; «был религиозен до нетерпимости, ненавидел Вольтера, скупал и истреблял его сочинения». Жили Киреевские в селе Долбино близ Белёва; в счастливом браке у них родились четверо детей. В 1812 году В. И. Киреевский на свои средства, «без всякого полномочия или приглашения от властей», расширил орловскую больницу, где содержались раненые. Умер 1 (13) ноября 1812 года от тифа.
После смерти мужа Авдотья Петровна уехала с детьми к тётке, Екатерине Афанасьевне Протасовой — вдове брата Анастасии Ивановны Плещеевой тульского губернского предводителя дворянства Андрея Ивановича Протасова, которая с двумя своими дочерьми, Марией и Александрой, жила в Орле и возле Орла, в имении Муратово, где для них В. А. Жуковским был выстроен  господский дом. Сам Жуковский ещё весной 1811 года купил в полуверсте от Муратово дом в деревне Холх. Когда в середине 1814 года Авдотья Петровна вернулась в Долбино, у неё поселился В. А. Жуковский» — осень 1814 года стала наиболее плодотворным периодом в его творчестве.
В январе 1817 года Авдотья Петровна спешила на свадьбу Марии Андреевны Протасовой с Иваном Филипповичем Мойером в Дерпт, но лёд Оки под её повозкой проломился и она, едва не утонув, сильно простудилась и была вынуждена лечиться в Козельске, где сблизилась со своим троюродным братом, писателем и переводчиком Алексеем Андреевичем Елагиным (?—1846). Оба происходили из рода Буниных: «Авдотья Петровна от Афанасия Ивановича, а <…> Елагин — от родной сестры Бунина, Анны Ивановны Давыдовой, которой дочь, Елизавета Семеновна Елагина, была матерью Алексея Андреевича». В 1817 году Авдотья Петровна вышла замуж за Елагина
В 1821 году семья Елагиных переехала в Москву. С 1830-х годов, после возвращения братьев Киреевских из-за границы, дом Елагиных у Красных ворот стал центром культурной жизни Москвы. Соученики и друзья её детей, профессора Московского университета, писатели и поэты — весь цвет той эпохи стремился в салон Елагиных. Здесь встречались людей разных убеждений и любой, вне зависимости от своих взглядов, мог рассчитывать на приветливое отношение хозяйки. Авдотья Петровна активно участвовала в общественной жизни: помогала И. В. Киреевскому в издании журнала «Европеец», ходатайствовала о цензурном разрешении «Философических писем» Петра Чаадаева, о смягчении участи Гавриила Батенькова. О салоне Авдотьи Петровны Елагиной один из его постоянных посетителей в 40-х годах XIX века, Константин Дмитриевич Кавелин, вспоминал: 

… дом и салон Авдотьи Петровны были одним из наиболее любимых и посещаемых средоточий русских литературных и научных деятелей. Все, что было в Москве интеллигентного, просвещенного и талантливого, съезжалось сюда по воскресеньям. Приезжавшие в Москву знаменитости, русские и иностранцы, являлись в салон Елагиных. В нём преобладало славянофильское направление, но это не мешало постоянно посещать вечера Елагиных людям самых различных воззрений… Здесь они встречались и знакомились со всем, что тогда было выдающегося в русской литературе и науке, прислушивались к спорам и мнениям, сами принимали в них участие и мало-помалу укреплялись в любви к литературным и научным занятиям… Пишущий эти строки испытал на себе всю обаятельную прелесть и всё благотворное влияние этой среды в золотые дни студенчества; ей он обязан направлением всей своей последующей жизни и лучшими воспоминаниями. С любовью, глубоким почтением и благодарностью возвращается он мыслями к этой счастливой поре своей молодости, и со всеми его воспоминаниями из того времени неразрывно связана светлая, благородная, прекрасная личность Авдотьи Петровны Елагиной, которая всегда относилась к нему и другим начинающим юношам с бесконечной добротой, с неистощимым вниманием и участием…

Летом Елагины и Киреевские выезжали в подмосковные имения: в 1831, 1832 годах они жили в Ильинском, в 1833 — в Архангельском, в 1834 — снова в Ильинском. В марте 1835 года А. П. Елагина выехала на лечение в Карлсбад; заграничное путешествие, во время которого состоялось знакомство с Шеллингом и Тиком, продолжалось до июля 1836 года. Второй и последний раз она побывала за границей в 1841 году — ездила знакомиться с невестой В. А. Жуковского.

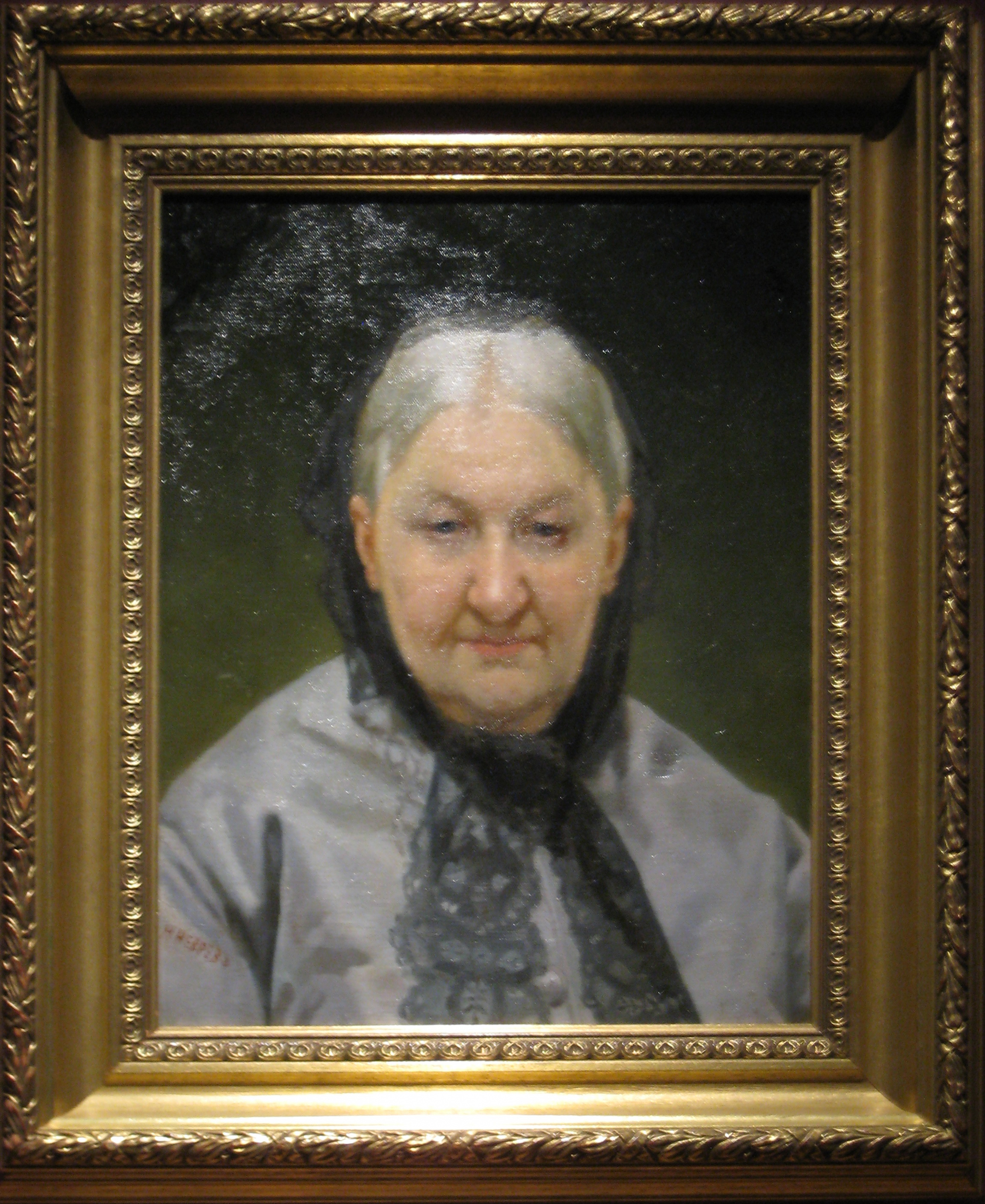
Н. Неврев. Портрет А. П. Елагиной, 1870-е, Третьяковская галерея

Последние годы жизни А. П. Елагина провела в имении Уткино, которое устроил рядом с Петрищевым её неженатый сын Николай; приезжая в Москву лишь на зиму. После избрания Николая Алексеевича в 1873 году предводителем дворянства Белевского уезда, она стала проводить зимние месяцы в Белёве. Но после скоропостижной смерти сына Николая (11.02.1876), она была вынуждена переселиться к старшему сыну Василию Алексеевичу — в Дерпт, где спустя год скончалась на 88-м году жизни. Похоронена 10 июня 1877 года в родовом селе Петрищево.
К. Д. Кавелин после смерти Елагиной отмечал в некрологе: «Невозможно писать историю русской литературы и научного движения за это время, не встречаясь на каждом шагу с именем Авдотьи Петровны… Авдотья Петровна не была писательницей, но участвовала в жизни и развитии русской литературы и русской мысли более, чем многие писатели и учёные по ремеслу».

## Переводы А. П. Елагиной
А. П. Елагина много переводила, но значительная часть её переводов не была напечатана. Среди изданного:
- Х. Стеффенс Что я пережил. Автобиография // «Москвитянин». — 1845 (переводчик не указан)
- О Троянской войне. Историческая статья. 1843—1844

## Семья
В первом браке, с В. И. Киреевским, родились:
- Иван Васильевич Киреевский (1806—1856)
- Пётр Васильевич Киреевский (1808—1856)
- Дарья Васильевна Киреевская (1811—1859)
- Мария Васильевна Киреевская

Во втором браке, с А. А. Елагиным, родились:
- Василий Алексеевич Елагин (1818—1879)
- Николай Алексеевич Елагин (1822—1876)
- Андрей Алексеевич Елагин (1823—1844)
- Елизавета Алексеевна Елагина (1825—1848)
- Рафаил (?—1823), Елизавета и Гавриил умерли младенцами

## Рекомендуемая литература
- Ф. 099. Елагины и Киреевские / Фонд Научно-исследовательского отдела рукописей Российской государственной библиотеки.